# کاماراسا
کاماراسا (به اسپانیایی: Camarasa Fontllonga) یک منطقهٔ مسکونی در اسپانیا است که در نوگورا واقع شده‌است. کاماراسا ۱۵۷٫۱ کیلومتر مربع مساحت دارد ۳۲۱ متر بالاتر از سطح دریا واقع شده‌است.